# Piet Stockmans

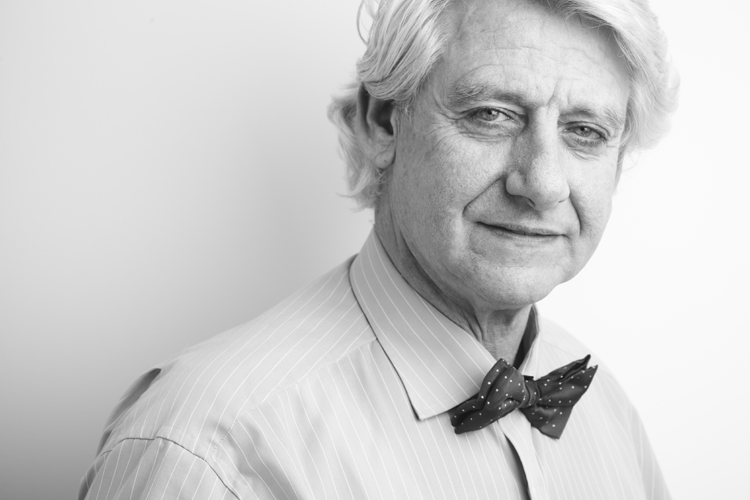
Pieter Stockmans

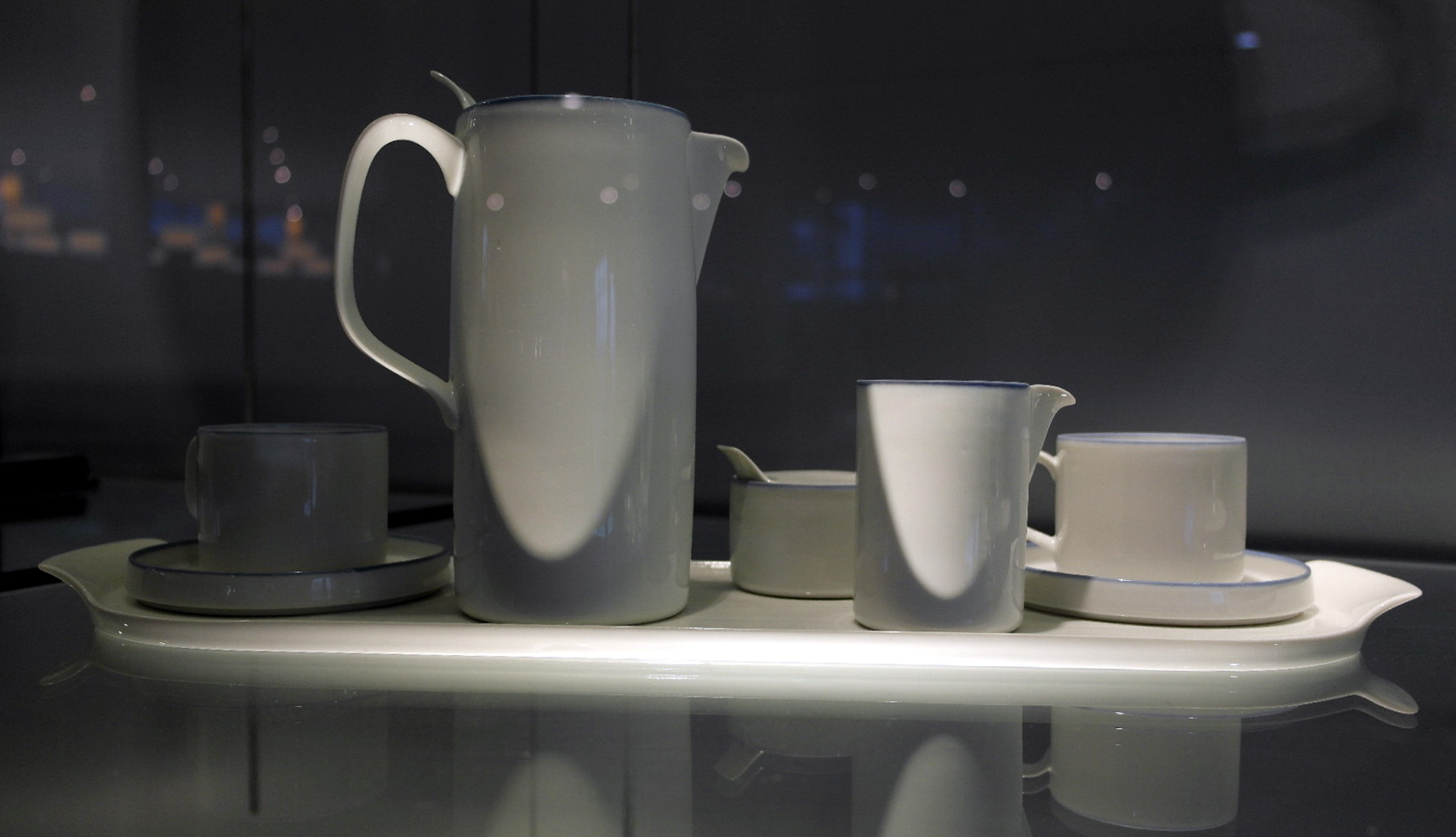
Servies Tête-à-tête, ontworpen door Piet Stockmans voor Mosa omstreeks 1983 (collectie Centre Céramique, Maastricht)

Piet(er) Stockmans (Leopoldsburg, 26 oktober 1940) is een Vlaams ontwerper en keramist.

## Loopbaan
Piet Stockmans was van 1966 tot 1989 industrieel ontwerper bij de porseleinfabriek Koninklijke Mosa te Maastricht. In 1989 werd hij freelance designer, naast zijn vrij werk als kunstenaar.
Tussen 1969 en 1998 was hij docent industriële vormgeving aan het departement productdesign aan het Stedelijk Hoger Instituut voor Visuele Kommunikatie en Vormgeving, de latere Media & Design Academie te Genk en van 1983 tot 1985 docent keramiekdesign aan de Design Academy Eindhoven. 
Als designer was er in het najaar 2010 in het Design Museum te Gent een overzichtstentoonstelling te zien van zijn werk. Zijn creaties worden regelmatig gebruikt door mediafiguren als sterren chef Sergio Herman. Ook het prinsenpaar van Monaco maakt gebruik van de porseleinen serviezen van Stockmans.

## Werk
Als kunstenaar is hij aanwezig in meerdere openbare collecties van Besturen. Zijn vrij werk is in tal van binnen- en buitenlandse museumcollecties opgenomen, zoals dat van V&A London, Stedelijk Museum Amsterdam, en het Metropolitan New York. De door hem ontworpen serviezen worden of werden gebruikt in het Provinciehuis te Hasselt, in metrostation Georges Henri te Brussel, het Elisabeth Gasthuis te Haarlem, de UFSIA te Antwerpen en Le Meridien Hotel te Minneapolis (USA).